# 四川省总工会
四川省总工会是四川省地方工会和产业工会的领导机关，受中国共产党四川省委员会和中华全国总工会领导。

## 历史沿革
1949年12月至1950年9月先后成立川东、川西、川南、川北行政区和重庆市、西康省6个省级总工会筹备委员会。1952年9月，4个行政区合并成立四川省，同年10月成立四川省总工会筹备委员会。1953年4月，正式成立四川省总工会，9月改名四川省工会联合会。1954年，重庆市工会联合会划归四川省工会联合会领导。1955年9月，西康省撤销，其工会联合会并入四川省工会联合会。1964年11月，复名四川省总工会。1967年1月起，停止活动。1973年7月，恢复活动。